# Pillucina spaldingi
Pillucina spaldingi är en musselart som beskrevs av Henry Augustus Pilsbry 1921. Pillucina spaldingi ingår i släktet Pillucina och familjen Lucinidae. Inga underarter finns listade i Catalogue of Life.